# 6152 Empedocles
6152 Empedocles este o planetă minoră (asteroid), cu un diametru de 6,889 km, din centura de asteroizi. A fost descoperită pe 3 aprilie 1989 la Observatorul La Silla de Eric Walter Elst și a fost numită după Empedocle. 
Obiectul prezintă o orbită caracterizată de o semiaxă mare de 2,5662319 UAi, o excentricitate de 0,2, o înclinație de 5,63103 ° în raport cu ecliptica.